# 廖晟勳
廖晟勳（1983年4月6日—）是臺灣男子羽毛球運動員，前合作金庫羽球隊隊員，曾4度獲得中華民國全國羽球排名賽男單冠軍。2007年8月，廖晟勳出戰在泰國舉辦的世界大學運動會羽球比賽，最終獲得混合團體及男子單打銅牌。廖晟勳曾代表中華台北參加廣州亞運會羽球男子團體比賽。

## 主要比賽成績
只列出曾進入準決賽的國際賽事成績：
| 年份   | 賽事                 | 項目     | 成績   |
| ------ | -------------------- | -------- | ------ |
| 2000年 | 越南羽毛球國際賽     | 男子單打 | 準決賽 |
| 2001年 | 亞洲青年羽毛球錦標賽 | 男子團體 | 亞軍   |
| 2004年 | 世界大學生羽球錦標賽 | 男子單打 | 季軍   |
| 2006年 | 世界大學生羽球錦標賽 | 男子單打 | 季軍   |
| 2007年 | 世界大學運動會       | 男子團體 | 銅牌   |
| 2007年 | 世界大學運動會       | 男子單打 | 銅牌   |
| 2008年 | 世界大學生羽球錦標賽 | 男子單打 | 亞軍   |

### 奧運會和世錦賽參賽紀錄
|          | 2005 | 2006 |
| -------- | ---- | ---- |
| 男子單打 | 32強 | 32強 |